# John Blaquiere (1er baron de Blaquiere)
John Blaquiere, 1er baron de Blaquiere (15 mai 1732 - 27 août 1812), baronnet, de 1784 à 1800, est un soldat britannique, diplomate et homme politique d'origine française. Il exerce les fonctions de Secrétaire en chef pour l'Irlande entre 1772 et 1776.

## Biographie
Il est le cinquième fils de Jean de Blaquière, un marchand français qui émigre en Angleterre en 1685, et de son épouse Marie Elizabeth de Varennes.
Il sert d'abord dans l'armée, dans le 18e Dragoons (devenu plus tard le 17e Dragoons), où il atteint le grade de lieutenant-colonel. En 1771, il est nommé secrétaire de légation à l'ambassade britannique à Paris, poste qu'il occupe jusqu'en 1772. L’ambassadeur britannique à Paris, Simon Harcourt, est nommé Lord lieutenant d'Irlande et Blaquière est parti avec lui en tant que Secrétaire en chef pour l'Irlande. Il est admis au Conseil privé d'Irlande la même année et est nommé Chevalier Compagnon de l'Ordre du Bain deux ans plus tard.
Il reste secrétaire en chef jusqu'au 6 décembre 1776. Il est élu à la Chambre des communes irlandaise pour Old Leighlin en 1773, poste qu'il occupe jusqu'en 1783. Après avoir représenté Enniskillen pendant quelques mois en 1783, il siège pour Carlingford de 1783 à 1790, pour Charleville de 1790 à 1798 et pour Newtownards de 1798 à l'Acte d'Union en 1801,. Il est créé baronnet d’Ardkill dans le comté de Londonderry en 1784 et élevé à la Pairie d'Irlande sous le nom de baron de Blaquière, d’Ardkill dans le comté de Londonderry en 1800, pour son soutien à l’Acte d’Union. Lord de Blaquiere siège également à la Chambre des communes britannique pour Rye de 1801 à 1802 et pour Downton de 1802 à 1806 .

## Famille
Il épouse Eleanor, fille de Robert Dobson, en 1775. Ils ont quatre fils, dont Peter de Blaquière, et trois filles. Lord de Blaquiere meurt à Bray, comté de Wicklow, en août 1812, à l'âge de 80 ans. Son fils aîné, John, lui succède. Lady de Blaquiere décède à Regent's Park, à Marylebone, à Londres, en décembre 1833.